# Манга (футболист, р. 1937)
Аилтон Кореа де Аруда (на португалски: Haílton Corrêa de Arruda) (26 април 1937, Ресифе – 8 април 2025, Рио де Жанейро), по-известен с прякора си Манга (на португалски: Manga), е бразилски футболист, вратар, участник на Световното първенство по футбол 1966. По версията на МФФИСС заема 15-о място сред най-добрите вратари на Южна Америка за ХХ век.

## Успехи

### Отборни
Ресифе:
- Шампион на щата Пернамбуку (3): 1955, 1956, 1958

 Ботафого (Рио де Жанейро)
- Шампион на щата Рио де Жанейро (4): 1961, 1962, 1967, 1968
- Победител в Рио-Сао Пауло (3): 1962, 1964, 1966
- Носител на Купа Гуанабара (2): 1967, 1968

 Насионал (Монтевидео)
- Шампион на Уругвай (4): 1969, 1970, 1971, 1972
- Носител на Копа Либертадорес (1): 1971
- Носител на Междуконтиненталната купа (1): 1971
- Носител на Междуамериканската купа (1): 1971

 Интернасионал (Порто Алегре)
- Шампион на щата Рио Гранди до Сул (3): 1974, 1975, 1976
- Шампион на Бразилия (2): 1975, 1976

 Операрио (Кампо Гранди)
- Шампион на щата Мату Гросу (1): 1977

 Коритиба
- Шампион на щата Парана (1): 1978

 Гремио (Порто Алегре)
- Шампион на щата Рио Гранди до Сул (1): 1979

 Барселона (Гуаякил)
- Шампион на Еквадор (1): 1981

### Лични
- Носител на „Сребърната топка“ на Бразилия (2): 1976, 1978

## Национален отбор
Играе за националния отбор в 12 мача. На Мондиал 66 е резерва на Жилмар. Бразилия е в 3-та група с България, Португалия и Унгария. Манга излиза като титуляр срещу Португалия.